# Chloroclystis melampepla
Axinoptera melampepla là một loài bướm đêm trong họ Geometridae.